# Aeroportul Seghe
Aeroportul Seghe (IATA: EGM, ICAO: AGGS) este un aeroport din Insulele Solomon.
Situat la o altitudine de 9 m, aeroportul dispune de o singură pistă.